# Кристиан Финнбогасон
Кристиан Финнбоги Финнбогасон (исл. Kristján Finnbogi Finnbogason; род. 8 мая 1971, Исландия) — исландский футболист, вратарь.

## Клубная карьера
Воспитанник ФК «Гроутта» (Сельтьяднарнес). Профессиональную карьеру игрока начал в 1988 году в «КР Рейкьявик». Не получив там постоянной игровой практики, Кристиан перебрался в «Акранес», где за два года отыграл более полусотни матчей. В период с 1994 по 1999 и с 2000 по 2008 Финнбогасон вновь выступал за «КР Рейкьявик», в составе которого выиграл четыре трофея чемпионов страны и стал твёрдым игроком национальной сборной.
В 2015 году 44-летний голкипер объявил о завершении карьеры игрока, но в итоге передумал и сезон 2016 провёл в составе «Хабнарфьордюр», за который выступает с 2014 года.

## Карьера в сборной
Финнбогасон провёл 20 матчей за первую сборную Исландии в период с 1993 по 2005 годы. Первый матч — 17 октября 1993 года в гостях против команды Туниса (1:3), на 58-й минуте выйдя на поле под первым номером вместо Флорика Флорикссона. Последний — 7 октября 2005 года против поляков в Варшаве (2:3). Позднее голкипер несколько раз вызывался в состав сборной, но на поле уже не выходил.

## Достижения
- Чемпион Исландии (6): 1992, 1993, 1999, 2000, 2002, 2003
- Кубок Исландии (5): 1993, 1994, 1995, 1999, 2008
- Суперкубок Исландии: 2003